# Myeloperoxidas
Myeloperoxidas, förkortat MPO, är ett peroxidasenzym som katalyserar reaktionen H2O2 + 2Cl− → 2HOCl. Myeloperoxidas kodas av MPO-genen på kromosom 17 och uttrycks mest i neutrofila granulocyter (en undertyp av vita blodkroppar), och producerar hypohalösa syror för att utföra dess antimikrobiella aktivitet, såsom hypoklorsyra, vars natriumsalt är kemikalien i blekmedel. Det är ett lysosomalt protein som lagras i azurofila granuler av neutrofilen och släpps ut i det extracellulära utrymmet under degranulering. Neutrofilt myeloperoxidas har ett hempigment, som orsakar dess gröna färg i sekret rika på neutrofiler, såsom slem och sputum. Den gröna färgen bidrog till dess föråldrade namn verdoperoxidas.

## Struktur

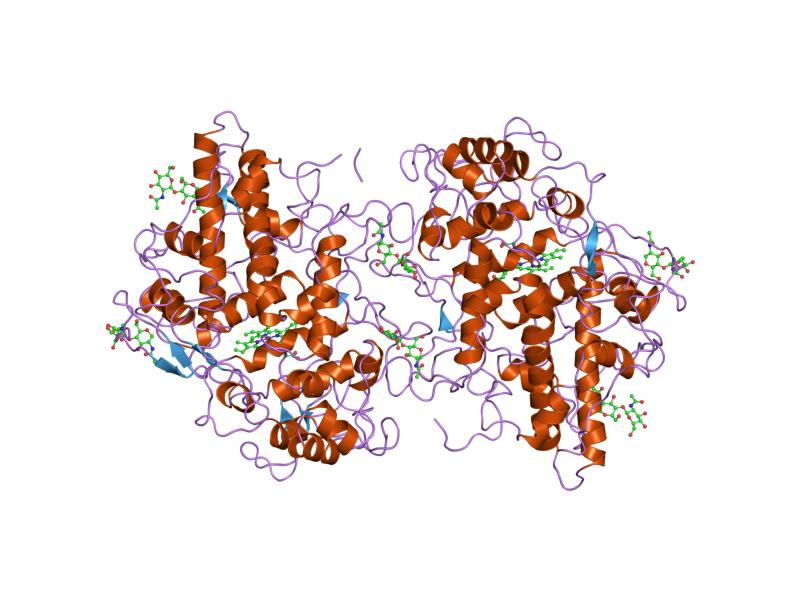
Struktur av myeloperoxidas

150-kDa MPO-proteinet är en katjonisk heterotetramer som består av två 15-kDa lätta kedjor och två glykosylerade tunga kedjor med variabel vikt bundna till ett protetiskt hemgruppskomplex med kalciumjoner, arrangerade som en homodimer av heterodimerer. De lätta kedjorna är glykosylerade och innehåller det modifierade järnprotoporfyrin IX aktiva stället. Tillsammans bildar de lätta och tunga kedjorna två identiska 73-kDa monomerer förbundna med en cystinbrygga vid Cys153. Proteinet bildar en djup springa som håller hemgruppen i botten, samt en hydrofob ficka vid ingången till den distala hemkaviteten som utför sin katalytiska aktivitet.
Tre isoformer har identifierats, som endast skiljer sig åt i storleken på de tunga kedjorna.
En av liganderna är karbonylgruppen i Asp 96. Kalciumbindning är viktig för strukturen av det aktiva stället på grund av Asp 96:s närhet till den katalytiska His95-sidokedjan.

## Funktion
MPO är en medlem av XPO-underfamiljen av peroxidaser och producerar hypoklorsyra (HOCl) av väteperoxid (H2O2) och kloridanjon (Cl−) (eller hypobromsyra om Br- är närvarande) under neutrofilens respiratoriska explosion. Det kräver hem som en kofaktor. Dessutom oxiderar den tyrosin till tyrosylradikal med väteperoxid som oxidationsmedel.  Hypoklorsyra och tyrosylradikal är cytotoxiska så de används av neutrofilen för att döda bakterier och andra patogener. Denna hypoklorsyra kan emellertid också orsaka oxidativ skada i värdvävnaden. Dessutom minskar MPO-oxidation av apoA-I HDL-medierad hämning av apoptos och inflammation. Vidare förmedlar MPO proteinnitrosylering och bildandet av 3-klorotyrosin- och dityrosintvärbindningar.

## Klinisk betydelse
Myeloperoxidasbrist är en ärftlig brist på enzymet, som predisponerar för immunbrist.
Autoantikroppar mot MPO har varit inblandade i olika typer av vaskulit. Mest framträdande är tre kliniskt och patologiskt erkända former: granulomatos med polyangit (GPA), mikroskopisk polyangit (MPA) och eosinofil granulomatos med polyangit (EGPA). Antikropparna är också kända som anti-neutrofila cytoplasmatiska antikroppar (ANCA), även om ANCA också har upptäckts vid färgning av den perinukleära regionen.
Nyligen genomförda studier har rapporterat ett samband mellan förhöjda myeloperoxidasnivåer och svårighetsgraden av kranskärlssjukdom. Och Heslop et al. rapporterade att förhöjda MPO-nivåer mer än fördubblade risken för kardiovaskulär dödlighet under en 13-årsperiod. Det har också föreslagits att myeloperoxidas spelar en betydande roll i utvecklingen av den aterosklerotiska lesionen och gör plack instabila.

### Medicinsk tillämpning
En första studie från 2003 antydde att MPO kunde fungera som en känslig varningsmekanism för hjärtinfarkt hos patienter med bröstsmärtor. Sedan dess har det gjorts över 100 publicerade studier som dokumenterar nyttan av MPO-testning. År 2010 års Heslop et al. studie rapporterade att mätning av både MPO och CRP (C-reaktivt protein; en allmän och hjärtrelaterad markör för inflammation) gav ytterligare fördelar för riskförutsägelse än att enbart mäta CRP.
Immunohistokemisk färgning för myeloperoxidas brukade tillämpas vid diagnos av akut myeloid leukemi för att visa att de leukemicellerna härrörde från myeloidlinjen. Myeloperoxidasfärgning är fortfarande viktig vid diagnosen myeloid sarkom, i kontrast till den negativa färgningen av lymfom, som annars kan ha ett liknande utseende. När det gäller screening av patienter för vaskulit har flödescytometriska analyser visat på jämförbar känslighet för immunfluorescenstester, med den extra fördelen av samtidig upptäckt av flera autoantikroppar som är relevanta för vaskulit. Ändå kräver denna metod fortfarande ytterligare testning.
Myeloperoxidas är det första och hittills enda mänskliga enzymet som är känt för att bryta ner kolnanorör, vilket dämpar en oro bland läkare om att användning av nanorör för riktad tillförsel av läkemedel skulle leda till en ohälsosam uppbyggnad av nanorör i vävnader.

### Hämmare av MPO
Azid har traditionellt använts som en MPO-hämmare, men 4-aminobensoesyrahydrazid (4-ABH) är en mer specifik hämmare av MPO.